# Сент-Луисский университет
Сент-Луисский университе́т (англ. Saint Louis University, SLU) — частный иезуитский университет с совместным обучением (студенты не делятся по половому признаку), который расположен в Сент-Луисе, штат Миссури, США. Является одним из старейших американских университетов: вторым католическим, после Джорджтаунского, и первым на всей территории к западу от реки Миссисипи. Заведение также входит в число двадцати восьми членов Ассоциации иезуитских колледжей и университетов и аккредитовано Североамериканской Ассоциацией Колледжей и школ. Спортивные команды СЛУ соревнуются в Национальной ассоциации студенческого спорта в Дивизионе I под общим названием «Сент-Луис Билликенс».
В настоящее время в университете обучается 13,5 тыс. студентов, представляющих все 50 американских штатов и более 77 зарубежных стран. Из них около 4800 — это студенты, получающие дополнительное (послевузовское) образование, которое предлагается только после особых успехов на протяжении четырёх лет основного обучения. В 2011 году количество студентов университета превысило тринадцать тысяч, причём 59 % из них — неместные. Соотношение же студент-преподаватель приблизительно составляет 13:1, а среднее количество студентов в академической группе равно 23.
Университет Сент-Луиса расположен на бульваре Линделл, который изначально находился вне города и поэтому некоторое время СЛУ даже имел другое название.

## История
Сент-Луисский университет основан 16 ноября 1818 году как Сент-Луисская академия французским епископом Луизианы и Флориды высокопреподобным Луи Гийомом Валентином Дибуром и освящён его соотечественником преподобным Франсуа Нилом и другими представителями духовенства Сент-Луисского Собора. Первым местом расположения заведения был особняк возле реки Миссисипи в районе, в котором на сегодняшнее время располагается Мемориал национальной экспансии им. Джефферсона.
Имелось также в распоряжении двухэтажное здание, которое использовалось Дибуром как личная библиотека для его более чем восьмитысячной коллекции печатных изданий. Именно его епископ и освободил для 65 будущих студентов. Уже в 1820 году название «Сент-Луисская академия» изменено на «Сент-Луисский Колледж», в то время как школа при академии не изменила старое название («Сент-Луисская академия», сейчас известна как Старшая школа Сент-Луисского университета). В 1827 году епископ Дибур передал университет в попечение Ордену Иезуитов, вскоре после чего последний получил права на университет через закон штата Миссури. В 1829 году заведение переезжает на Вашингтон-авеню на место сегодняшнего купола Эдвард Джонс. Учреждение и преподавание в нём часто подвергались критике со стороны противников религиозных ВУЗов, в частности, в антикатолическом романе, написанном в 1852 году, «Тайны Сент-Луиса» редактора популярной газеты на немецком языке «Anzeiger des Westens» Генри Бьёрнштайна.
После Гражданской войны в США университет в 1867 году приобрёл Lindell’s Grove, место своего нынешнего расположения, которое во время войны было местом боевых действий и, в частности, инцидента в лагере Джексон. Он произошёл 10 мая 1861 года и заключался в том, что посланные США (в лице Федерации) добровольцы из Миссури были арестованы местной милицией, состоящей из таких же добровольцев, после получения ею секретного груза боеприпасов от Конфедерации. Во время открытого ареста новых добровольцев вспыхнули беспорядки, когда разгневанное местное население побежало к площади, в результате чего погибло 28 человек. После этого инцидента, так званые, «вторые правительства» полностью захватили власть в Миссури.
Первое здание Дибур Холл, строительство которого началось в начале 1888 года, сейчас является наиболее знаковым для заведения. СЛУ полностью же переехал на новое место уже в следующем году.
В начале 40-х годов прошлого века многие местные священники, особенно иезуиты, начали оспаривать политику сегрегации в местных католических колледжах и школах прихожан. После многочисленных обвинений Сент-Луисского университета из-за незачисления афроамериканского студента на уже выигранное им место на факультете местного колледжа Уэбстер при вмешательстве архиепископа Джона Джозефа Гленнона заведение было вынуждено признать вину. Профессор классической археологии, отец Клод Иту выступил с сердитой проповедью, обвинив своё учреждение в недопустимой для любого общества политике расовой сегрегации. К лету 1944 года СЛУ открыл свои двери для афроамериканских студентов, несмотря на открытые противоположные взгляды Гленнона.

## Расширение

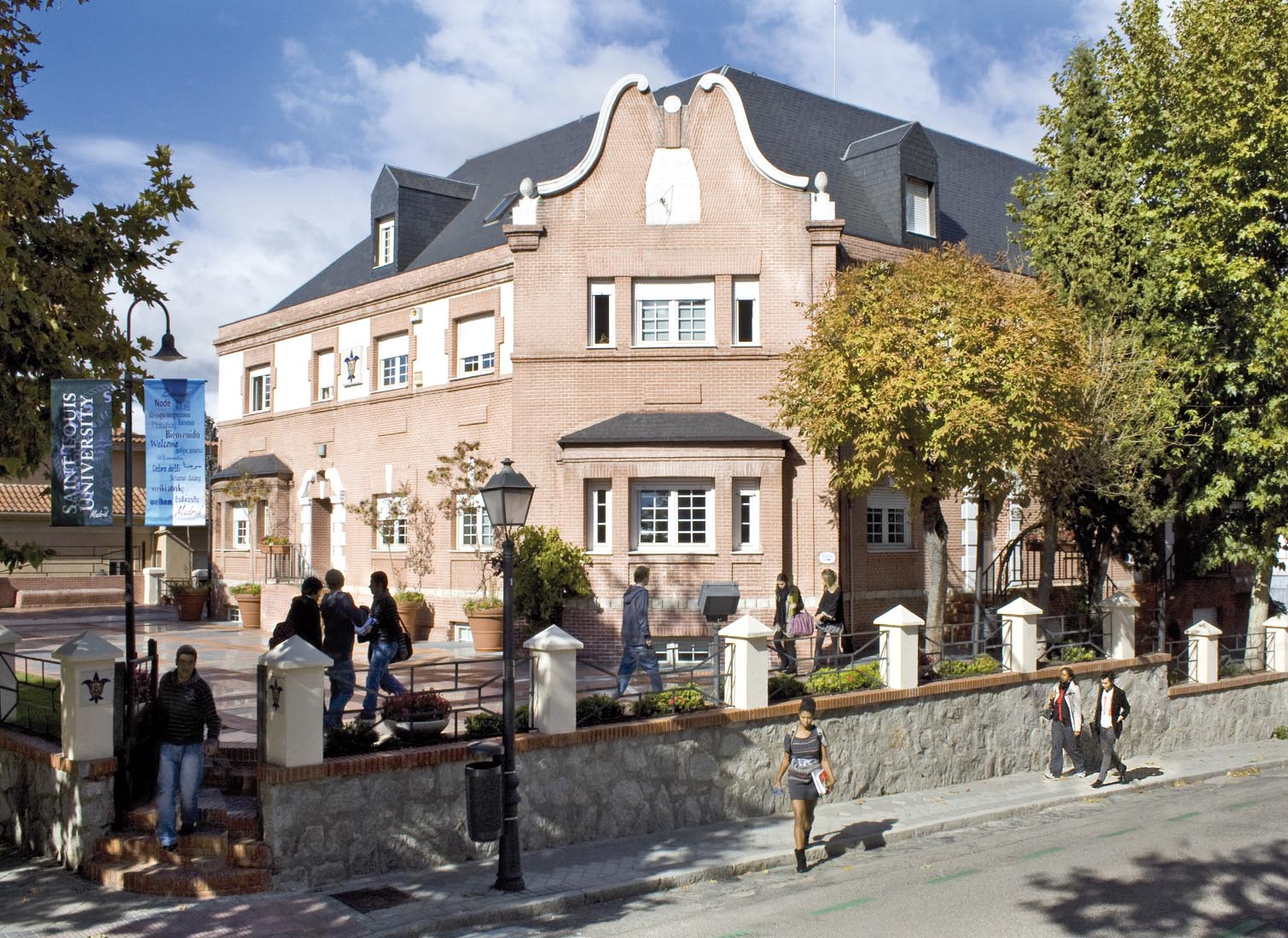
Фасад Аррупе Мадридского кампуса

В последние двадцать лет в учреждении осуществляется модернизация зданий кампуса, а также строительство новых на прилегающих к университету территориях и в центре Сент-Луиса. Инвестиции, которые привлёк нынешний президент Сент-Луисского университета, иезуитский священник отец Лоуренс Бионди, в размере свыше $ 840 млн, во многом определяют цели развития ВУЗа. В частности, значительно расширили бизнес-школу Джона Кука (англ. John Cook School of Business), строительство Макдоннел Дуглас Холла, в котором размещены несколько колледжей университета и реконструированный студенческий центр. Кроме того, в СЛУ уже завершено строительство стоимостью в $ 82 млн научно-исследовательского центра Эдварда Дойзи в 2007—2008 годах в двух кампусах.
Также Сент-Луисский университет уже более тридцати лет имеет свой кампус в Мадриде, в котором проходят обучение около 650 студентов и преподают около 110 педагогов при средней наполненности группы в 18 человек по данным на начало нового учебного года. Есть возможность записи в университет как вольнослушатель. Мадридский кампус СЛУ стал первым примером университета в Европе с американским управлением, а также первым высшим учебным заведением США, признанным Министерством образования Испании как зарубежный университет.

## Приход мирян в Совет попечителей университета

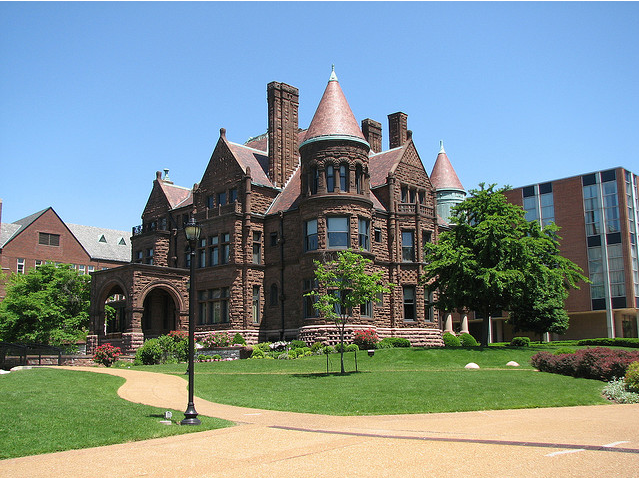
Сэмюэл Капплс Хаус

В 1967 году Сент-Луисский университет становится одним из первых католических университетов, существенно увеличивших власть мирян в структуре учреждения. В подтверждение этому отец Пол Райнерт передал своё место в Совете попечителей мирянину Дэниэлу Склафли. В итоге Совет состоял из 18 мирян церкви и 10 церковнослужителей, что было недопустимым ещё несколько лет назад. Это в значительной мере стало действительностью благодаря нашумевшим делам студентов против других католических университетов, а также влиянию Второго Ватиканского собора.
С 1984 по 1992 год Председателем Совета попечителей был Уильям Буш, младший брат Джорджа Буша-старшего. До этого Уильям Буш преподавал в СЛУ.
После расширений полномочий мирян остро встал вопрос о влиянии римско-католической церкви на внутренние дела университета. Так, решение о продаже больницы университета в 1997 году компании Tenet Healthcare Corporation встретило сильное сопротивление со стороны лидеров церкви, но, несмотря на это, сделка всё же состоялась.

## Библиотеки и музеи

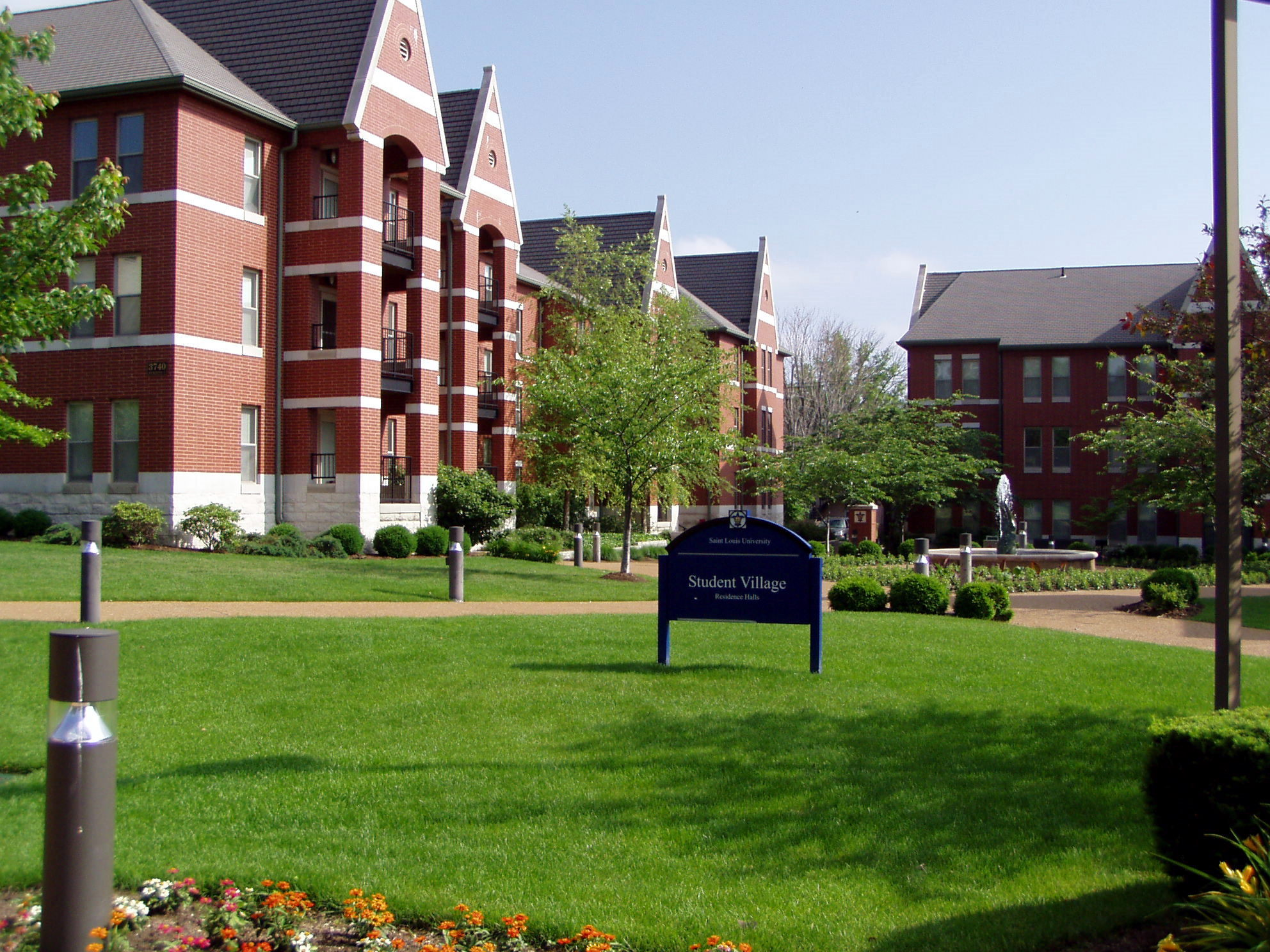
Вид на студенческий городок

На территории СЛУ размещено четыре библиотеки, среди которых общей учебной является библиотека-мемориал Пию XII. Последняя содержит более миллиона книг, около шести тысяч томов переплетённых газет и ста сорока электронных баз данных. В настоящее время библиотека-мемориал Пию XII находится на продленной реконструкции. Решение, в том числе и о реконструкции главной библиотеки университета, и о временном «переезде» всех книг в имеющиеся библиотеки права и медицины, принимали сами студенты путём открытого голосования. Организация «Рыцари Колумба» содержит в помещении Ватиканскую библиотеку фильмов — единственную коллекцию произведений из апостольской библиотеки Ватикана, находящуюся вне её пределов.
Ежегодно в Сент-Луисском университете вручается литературная премия, которой удостаиваются люди, внёсшие весомый вклад в области литературы. В разное время её лауреатами были: Уистен Хью Оден (1970), Барбара Такман (1971), Теннесси Уильямс (1974), Ричард Бакминстер Фуллер (1976), Артур Миллер (1980), Джон Апдайк (1987), Эдвард Олби (1995), Маргарет Дрэббл (2003), Майкл Фрейн (2006), Эдгар Лоуренс Доктороу (2008), Салман Рушди (2009), Дон Делилло (2010).
Также университет имеет два музея: Музей современного религиозного искусства (англ. the Museum of Contemporary Religious Art (MOCRA)) и Музей искусств Сент-Луиского университета (англ. the Saint Louis University Museum of Art (SLUMA)). В Сэмюэл Капплс Хаусе, который находится в самом центре кампуса, у студентов есть возможность оценить университетскую коллекцию в стиле модерн и ар-деко.

## Общежития

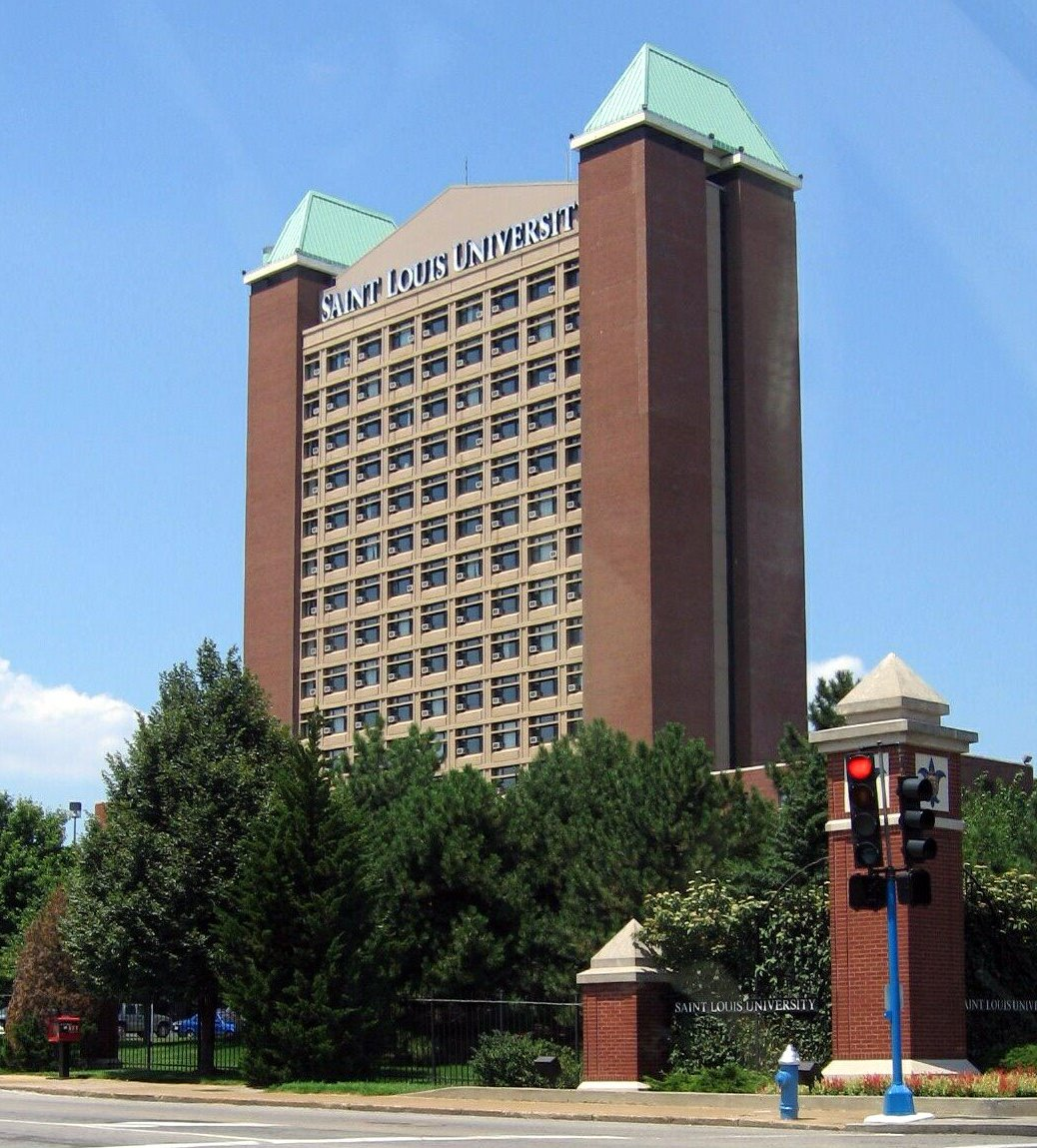
Здание общежития Гриздик Холл

В университете действует программа First Year Experience, в рамках которой все неместные студенты-первокурсники поселяются в общежития на территории университетского кампуса на первые два года обучения.
Главный комплекс общежитий Гриздик Холл состоит из главного здания на 16 этажей и двух крыльев: Уолш, которое заселено девушками, и Клеменс, предназначенное для парней. Первокурсникам предоставляются комнаты средней площадью в 19,5 м² (3,24 на 6 м) с общими душевыми и ванными комнатами.
Общежитие Райнерт Холл, названное в честь иезуитского священника отца Пола Райнерта, расположено южнее главного корпуса, в здании бывшего отеля Marriott. Райнерт Холл используется лишь в случае нехватки жилья (например, при реконструкции других прилегающих общежитий). Это одно из наиболее вместимых и комфортных общежитий страны: средняя площадь комнаты — 27 м² (3,7 на 7,3 м); собственный санузел с ванной и туалетом; уборка производится 3—4 горничными ежедневно. Также Райнерт Холл имеет собственный читальный зал и столовую.
Остальные общежития, такие как Фукс Холл и Маргарет Холл, также осуществляют программу поддержки первокурсников и предоставляют возможность студентам-однокурсникам и студентам одного факультета организовываться в сообщества или братства.
Старшекурсники могут добровольно освобождать помещения для новых студентов, переезжая в так называемые общежития братств. Одно из них — дом братства Σχ (Сигма Хи), которому принадлежит жилье в квартале от университетского городка. Многие иностранные студенты, а также учащиеся на факультете иностранных языков выбирают «The Language Villa» — общежитие, дающее возможность студентам разговаривать на родных языках в соответствующем окружении.

## Спортивная жизнь

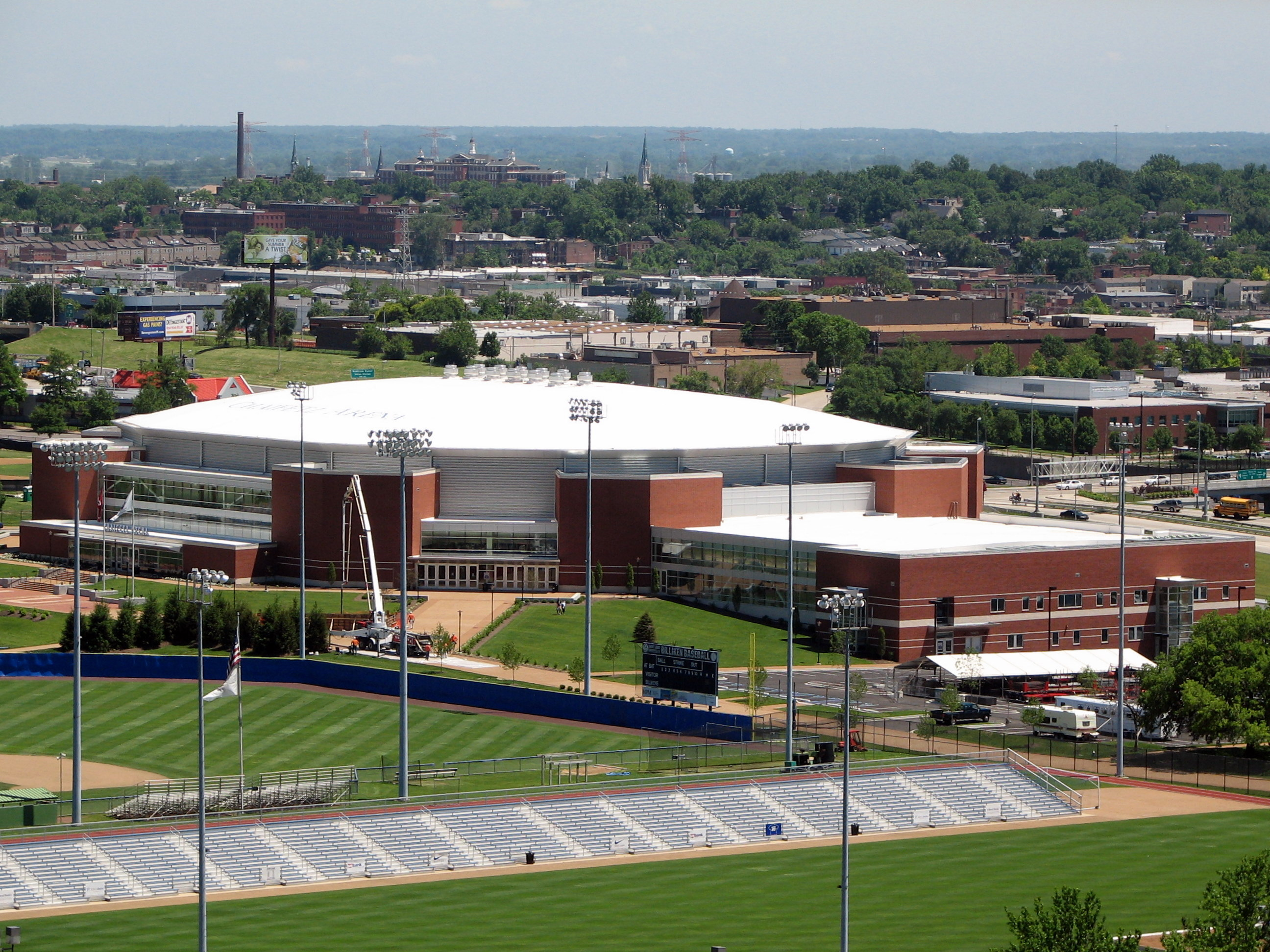
Новая Чайфец Арена

Университет представляет команда «Сент-Луис Билликенс», выступающая в первом Дивизионе NCAA. В программу входят следующие виды спорта: футбол, баскетбол, бейсбол, софтбол, волейбол, плавание, дайвинг, бег по пересечённой местности, теннис, бег на разные дистанции, хоккей на траве. Общая университетская команда выступает также в дивизионе Атлантик-10, в которой выступают команды из других штатов.
Университет имеет два стадиона: открытый Германн Стэдиум с круглогодичным травяным покрытием и закрытая Чайфец Арена.